# 아글로나시

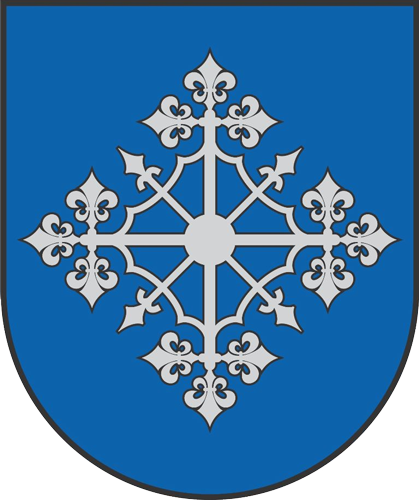
시 문장

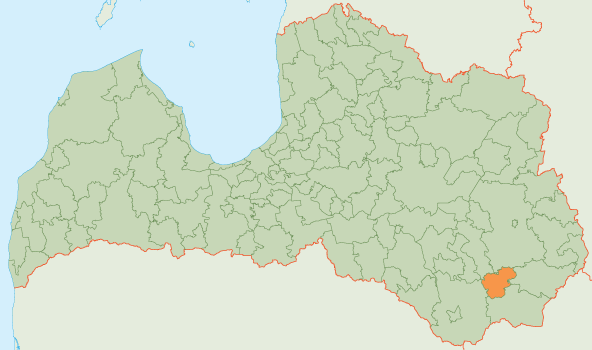
아글로나 시의 위치

아글로나시(라트비아어: Aglonas novads)는 라트비아의 지방 자치체로 행정 중심지는 아글로나이며 면적은 392.7km2, 인구는 4,561명(2009년 기준), 인구 밀도는 12명/km2이다. 4개 교구를 관할한다.